# Język pagi
Język pagi (a. pagei), także bembi – język papuaski używany przez grupę ludności w prowincji Sandaun w Papui-Nowej Gwinei, blisko granicy z Indonezją. Należy do rodziny języków granicznych. Według danych z 2003 roku mówi nim ponad 2 tys. osób.
Do obszaru tego języka zaliczono osiem wsi: Amoi, Apwambo, Idoli, Nambes, Somboi, Imbinis, Imbio 1, Imbio 2 (dystrykt Vanimo). Dzieli się na dwa dialekty: zachodni (bewani), wschodni (imbinis). Mowa wsi Ainbai i Elis była wcześniej włączana w ramy języka pagi, ale ustalono, że jest to odrębny język ainbai.
Zagrożony wymarciem. W użyciu są także języki tok pisin i angielski.
Nie wykształcił piśmiennictwa.